# Mario & Sonic ai giochi olimpici invernali
Mario & Sonic ai giochi olimpici invernali (マリオ&ソニック AT バンクーバーオリンピック?, Mario to Sonikku atto Bankūbā Orinpikku, lett. "Mario & Sonic alle Olimpiadi di Vancouver") è un videogioco sportivo, sviluppato da SEGA of Japan e pubblicato da Nintendo e SEGA, seguito di Mario & Sonic ai Giochi Olimpici. Il gioco è stato annunciato il 12 febbraio 2009 ed è stato pubblicato il 16 ottobre dello stesso anno per le console Wii e Nintendo DS.
Come per il suo predecessore, il gioco si basa su un evento reale, ovvero i Giochi Olimpici Invernali di Vancouver del 2010.

## Modalità di gioco

Schermata con Eggman Nega

Si possono scegliere personaggi delle serie di Mario e Sonic, che si cimentano nelle varie discipline dei Giochi Olimpici Invernali. Alcune di queste, come gli sci, supportano l'uso della Wii Balance Board. Il gioco ha una modalità multigiocatore, sia cooperativa sia competitiva.

### Eventi per Wii
- Sci alpino
  - Discesa libera
  - Slalom gigante
- Salto con gli sci
  - Trampolino lungo: individuale
  - Trampolino lungo: squadre
- Freestyle
  - Moguls
  - Ski cross
- Snowboard
  - Half-Pipe
  - Snow Cross
- Pattinaggio di velocità
  - Pattinaggio di velocità: 500 m
  - Short Track - 1.000 m
  - Short Track - Staffetta
- Pattinaggio di figura
- Bob
  - Bob
  - Skeleton
- Hockey su ghiaccio
- Curling

### Eventi per DS
- Sci
  - Sci Alpino SG
  - Salto TL
  - Moguls
  - Fondo
  - Combinata Nordica
- Pattinaggio
  - Pattinaggio di Velocità: 500 m
  - Short Track - 500 m
  - Pattinaggio di figura
- Snowboard
  - Snow Cross
- Bob
  - Bob
  - Skeleton
- Hockey su ghiaccio
- Curling
- Biathlon
- Slittino

### Eventi sogno
Oltre a tali eventi, esistono degli eventi chiamati "eventi sogno", dal momento che non sono presenti ai Giochi olimpici, come la lotta innevata per il DS, uno sport praticato sui cannoni sparaneve.

## Personaggi
Oltre ai vecchi personaggi, ci sono nuovi arrivati. I personaggi annunciati sono i seguenti:

### Team Mario
- Mario
- Luigi
- Peach
- Daisy
- Yoshi
- Wario
- Waluigi
- Bowser
- Donkey Kong
- Bowser Jr.

Strutzi, Tartosso e Toad sono giudici di gare e arbitri.

### Team Sonic
- Sonic the Hedgehog
- Dr. Eggman
- Miles "Tails" Prower
- Knuckles the Echidna
- Shadow the Hedgehog
- Vector the Crocodile
- Blaze the Cat
- Amy Rose
- Metal Sonic
- Silver the Hedgehog
- Eggman Nega

Cream the Rabbit, Espio the Chameleon e Charmy Bee sono i giudici di gara e arbitri.

## Modalità avventura
La modalità avventura è presente solo nella versione Nintendo DS.

### Trama
Febbraio 2010. Stanno per iniziare i Giochi olimpici invernali, quando arrivano Bowser e il Dottor Eggman: il primo fa sciogliere tutta la neve, il secondo rapisce gli spiriti delle nevi, con lo scopo di creare dei loro giochi olimpici (gli eventi sogno). Lo spirito Frosty si salva dalla cattura. Mario e Sonic arrivano sul posto e vengono informati da Frosty dell'accaduto. Quest'ultimo fa nevicare nuovamente a Glacionia e i due decidono di aiutarlo a salvare i suoi amici. A Glacionia Mario e Sonic incontrano Toad, che fa loro da guida nel corso dell'avventura. Per poter proseguire nell'avventura, i protagonisti devono prendere parte a numerose missioni, con lo scopo di ottenere dei cristalli e poter così sconfiggere dei nemici, alcuni dei quali tengono in ostaggio uno spirito delle nevi che, una volta liberato, fa nevicare sulla città successiva. Inoltre Mario e Sonic incontrano altri personaggi con cui fare squadra. A Picconevoso la squadra incontra Bowser ed Eggman, i quali rapiscono Frosty; arrivati all'ultima città, Tormenzia, i protagonisti sconfiggono Skelobowser (già battuto in precedenza) per poter liberare Frosty. Quindi Mario e Sonic possono sconfiggere definitivamente Bowser ed Eggman in tre eventi sogno.
Bowser Junior e Metal Sonic però non si arrendono e decidono di preparare delle sfide formali per i protagonisti, ossia delle missioni più difficili. Completando tutte le sfide formali, Bowser Junior e Metal Sonic si uniscono alla squadra. A questo punto, se si sconfiggono di nuovo Bowser ed Eggman, anche loro due si uniscono alla squadra.

## Modalità festival
Nella versione Wii è presente la modalità festival, durante la quale si gioca a tutti gli sport e si svolgono degli allenamenti nell'arco di 17 giorni. lo scopo del festival è accumulare il maggior numero di punti al fine di classificarsi in un'alta posizione alla fine del 17º giorno. Il primo giorno, dedicato alla cerimonia d'apertura, non prevede eventi bensì un video dove i personaggi giocabili partecipano alla cerimonia d'apertura. Ci sono poi due giorni dove non sono presenti eventi, ma sono dedicati allo shopping (dove si può acquistare e modificare gli abiti del proprio mii e le attrezzature, acquistare musica e leggere libri.). Tutto il festival è commentato da Toad e Cream. Sono inoltre presenti dei rivali, personaggi non giocabili dei mondi di mario e sonic (tra cui Re Boo, Rouge e Omega) che sfidano il giocatore ad un evento che ha già svolto in allenamento nei giorni precedenti. Allenamenti e scontri con i rivali sono valutati con un punteggio da 2 ("bene") a 4 (" grande"), questo punteggio viene poi aggiunto al punteggio del festival, che viene aumentato anche dai risultati degli eventi. Ci sono due modalità: singolo e squadra (un team di 4 giocatori). Quando in una delle 2 modalità si raggiunge un determinato punteggio alla fine del festival, si riceve un emblema.